# Apolonia Van Voorden
Apolonia Van Voorden (Ámsterdam, 14 de abril de 1926 -  Highland, Illinois, 11 de noviembre de 2012), de nacimiento Apolonia Abeen y conocida por su nombre artístico Miss Loni, fue una malabarista y actriz neerlando-estadounidense que fue nombrada la Reina del Circo por la Asociación Internacional de Aficionados al Circo.

## Biografía
Nació en Ámsterdam, Holanda, en 1926. Comenzó su carrera a los 10 años en el circo familiar de su padre en los Países Bajos. Van Voorden emigró a los Estados Unidos el 28 de marzo de 1950 donde dio su primera actuación con el Ringling Brothers and Barnum & Bailey Circus, trabajando en una exhibición con el malabarista Francis Brunn. Después de que le presentaran a Cecil B. DeMille, le pidieron que participara en su película de 1952, The Greatest Show on Earth.
En 1954, se casó con Frederick Jan Van Voorden en Chicago. En 1962, fue elegida como artista de circo en la película Billy Rose's Jumbo. Un año después, el 9 de julio de 1963, Van Voorden se naturalizó ciudadana estadounidense.
Además de actuar en el Ringling Bros. y Barnum & Bailey Circus, la carrera de Van Voorden también la llevó a hacer malabares en Circus Vargas, The Polack Brothers Circus, y Minsky's Follies. Actuaba con frecuencia en lugares como "...ferias, festivales, clubes nocturnos y eventos especiales". Durante dos años, Van Voorden también actuó en el descanso de los Harlem Globetrotters.

## Reconocimientos
Van Voorden fue votada como la "Reina del Circo" en 1961 por la Asociación Internacional de Aficionados al Circo.

## Filmografía
| Año  | Título                         | Papel                | Notas                        |
| ---- | ------------------------------ | -------------------- | ---------------------------- |
| 1952 | El mayor espectáculo del mundo | Ella misma           |                              |
| 1962 | Jumbo de Billy Rose            | Artista de circo # 7 | (papel final de la película) |